# سنت-اولالی، کبک
سنت-اولالی (به فرانسوی: Sainte-Eulalie) شهری در منطقه شهری نیکوله-یاماسکا ناحیه سانتر-دو-کبک در استان کبک کانادا است. در سرشماری سال ۲۰۱۱ این شهر ۸۶۴ نفر جمعیت داشته‌است و مساحت آن ۹۰٫۷۹ کیلومتر مربع است.